# Daniel Río Rubal
Daniel Río Rubal, nacido en Mondoñedo el 6 de marzo de 1955, es un escultor y ceramista gallego, conocido con el seudónimo de Caxigueiro.

## Trayectoria
Sus primeras exposición fueron en Lugo (1980) y en la Bienal de Pontevedra (1981). Tras su paso por el Seminario de Estudios Cerámicos (Sargadelos), dichos materiales forman parte fundamental de su obra. La narración y la temática social, entre otras, forman la base de su obra. Reflexiona sobre cuestiones que condicionan el desarrollo vital, tanto individual como colectivo. Desde 1990 se interesa por la instalación, aunque a menudo también se expresa a través de otras disciplinas (escultura, fotografía, poesía, etc). Ha participado en diversas ferias internacionales de Arte Contemporáneo, como: ARCO (Madrid), Foro Atlántico (La Coruña y Pontevedra) o FIL (Lisboa), y sus obras forman parte de colecciones como Fenosa o Abanca.
En los años 2010 creó junto con su mujer, Flor Núñez, Espacio Caritel.

## Obra

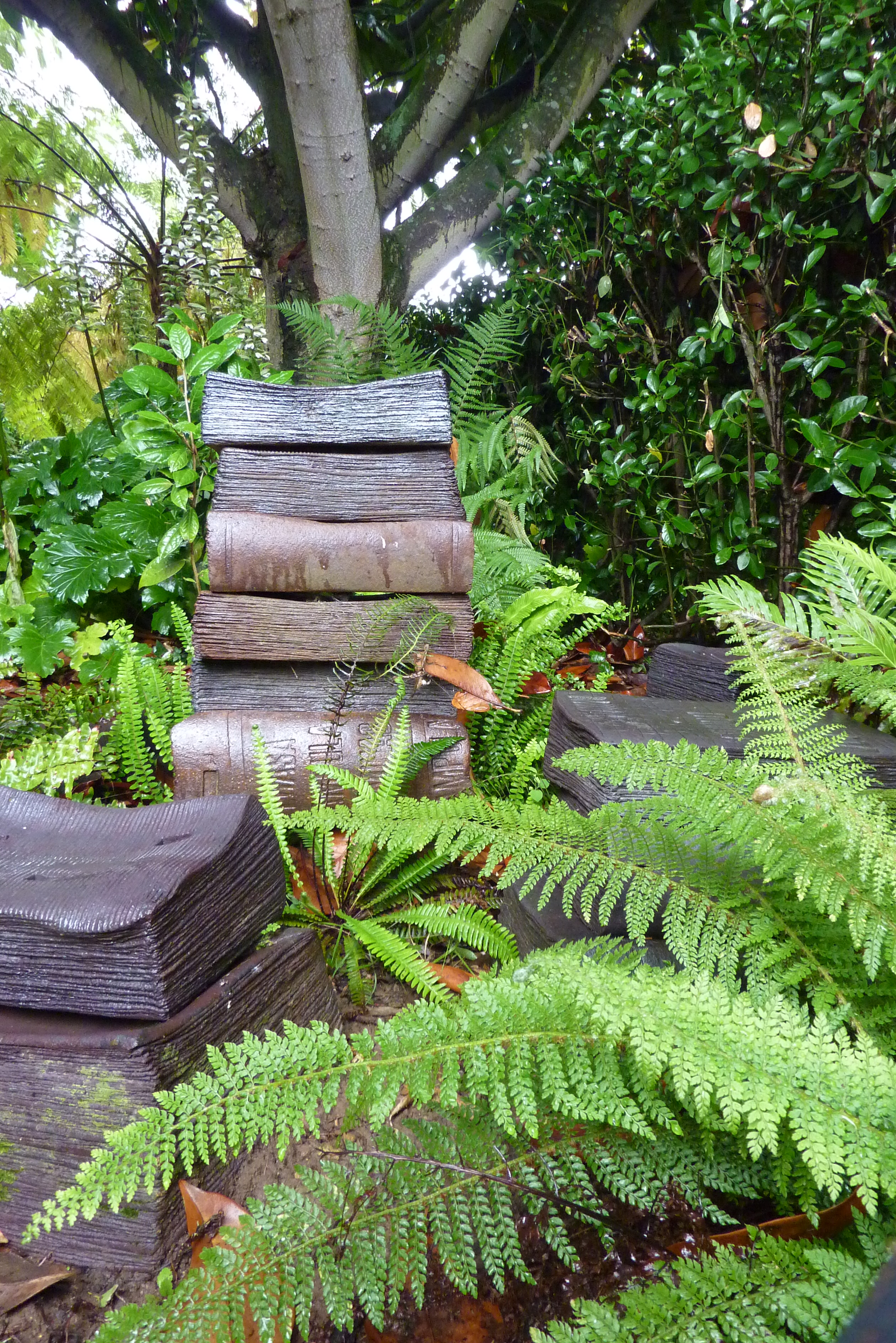
Escultura en el Espacio Caritel

### Instalaciones
- 1990. "Guerreros" Museo Pablo Gargallo Zaragoza.
- 1992. "Sair, Mudar". Urgencias III, Moaña.
- 1996. "El Bosque de las Ausencias" Galería Clérigos. Lugo.
- 1998. "El lenguaje de la memoria" Galería Pardo Bazán. La Coruña.
- 1999. "Geografías" V Foro Atlántico, stand Galería Pardo Bazán.
- "Camuflaxe" Galería Bacelos, Vigo.
- 2000. "Tras del Silencio", stand Galería Bacelos (Madrid, ARCO).
- 2004/2005 Narracións (con música de Ugía Pedreira), Museo Provincial, Lugo.
- "Lenguaje y memoria", Galería SCQ, Santiago.
- 2012 CAI Luzán (Zaragoza).[5]
- 2003. Jornadas Gastronómicas. Galería Pardo Bazán. La Coruña.
- 2004. Palestina(video-instalación). Museo provincial. Lugo.
- 2006. El rapto del Paisaje. Centro Torrente Ballester. Ferrol.[6]
- 2007. Nuestro mar. Centro Torrente Ballester. Ferrol.
- 2012. Diálogo Interior. Cidade da Cultura. Santiago.
- 2019/2020. A métrica do ilusionismo. Museo Provincial. Lugo.[7]

### Exposiciones institucionales
- 1993. "Rasgos y Caminos". Itinerante.
- 1994. "Escultura Ibérica actual". Itinerante.
- 1997. "De Asorey a los 90. La escultura moderna en Galicia" (Auditorio de Galicia).
- 2000. "Galicia Tierra Única" (Fundación Barrié).
- 2000. Escultura gallega Contemporánea. Lana cerámica como punto de partida. Itinerante.
- 2000. Diálogos con el Silencio. S.Domingos de Bonaval. Santiago.
- 2002. 2 culturas, un diálogo. Itinerante.
- 2005. Amurallando la sombra de los sueños. Museo Provincial. Lugo.
- 2006. Lana cerámica española y su integración en él arte. Museo Nacional de Cerámica. Valencia.[8]
- 2008. Escultura Cerámica Ibérica contemporánea. Itinerante.[9]
- 2009. Puertas de la Luz. CGAC. Santiago.
- 2012. "Los ojos de las Palabras" (Cidade da Cultura, Santiago, con Baldo Ramos).[10]
- 2016. Camino de vuelta. Casa de la Parra. Santiago.[11]
- 2016. Fuera de Serie. De la Provocación a la Ilusión. Museo Nacional de Cerámica. Valencia.[12]
- 2018. Galicia Universal. El arte Gallego en las Colecciones Abanca y Afundación. Cidade da Cultura. Santiago.